# Adolf Dumrese
Adolf Dumrese (13 de novembro de 1909 - 24 de março de 1942) foi um comandante de U-Boot que serviu na Kriegsmarine durante a Segunda Guerra Mundial.
Iniciou a sua carreira militar no ano de 1929 como Offiziersanwärter. Na Segunda Guerra Mundial comissionou o submarino U-78 no dia 15 de fevereiro de 1941 permanecendo no comando deste até o mês de julho de 1941, passando o comando para o Oblt. Kurt Makowski, não tendo realizado nenhuma patrulha de guerra neste período.
Alguns meses mais tarde, no dia 11 de agosto de 1941, comissionou o submarino U-655, realizando com este a sua primeira e última patrulha de guerra. A sua viagem inaugural se deu no dia 11 de março de 1942 ao sair do porto de Kiel em direção à Heligolândia, realizando o trajeto em dois dias. A patrulha de guerra veio alguns dias mais tarde, saindo no dia 15 de março de 1942, sendo afundado no Mar de Barents em posição 73.00N, 21.00E no dia 24 de março de 1942, após ter sido atacado pelo navio britânico HMS Sharpshooter. Todos os 45 tripulantes do submarino morreram no afundamento deste.

## Carreira

### Patentes
| Offiziersanwärter    | 1 de abril de 1929    |
| Fähnrich zur See     | 1 de janeiro de 1931  |
| Oberfähnrich zur See | 1 de abril de 1933    |
| Leutnant zur See     | 1 de outubro de 1933  |
| Oberleutnant zur See | 1 de junho de 1935    |
| Kapitänleutnant      | 1 de novembro de 1938 |
| Korvettenkapitän     | 1 de março de 1942    |

### Condecorações
- Cruz de Ferro 2ª Classe - 1940

### Patrulhas
|       | U-Boot | Partida             | Partida      | Chegada             | Chegada      | Dias    |
| ----- | ------ | ------------------- | ------------ | ------------------- | ------------ | ------- |
|       | U-655  | 11 de março de 1942 | Kiel         | 12 de março de 1942 | Heligolândia | 2 dias  |
| 1     | U-655  | 15 de março de 1942 | Heligolândia | 24 Mar 1942         | Afundado     | 10 dias |
| Total | Total  | Total               | Total        | Total               | Total        | 10 dias |